# پائولینیو گائورا
پائولینیو گائورا (به پرتغالی: Paulo Roberto Chamon de Castilho) مهاجم اهل برزیل است که در شهر سته لاگوآس و در تاریخ ۲۹ اوت ۱۹۷۹ به دنیا آمده‌است.
پائولینیو گائورا در تیم‌های فوتبال اتلتیکو مینیرو سابقهٔ حضور دارد.